# 1977 à Terre-Neuve-et-Labrador
Chronologie de Terre-Neuve-et-Labrador
- 1973
- 1974
- 1975
- 1976
- 1977
- 1978
- 1979
- 1980
- 1981

Cette page concerne des événements survenus en 1977 dans la province canadienne de Terre-Neuve-et-Labrador.

## Politique
- Premier ministre : Frank Moores
- Chef de l'Opposition :
- Lieutenant-gouverneur :
- Législature :

## Naissances
- 14 janvier : Terrence William James Ryan (né à Saint-Jean de Terre-Neuve), joueur professionnel de hockey sur glace canadien[1].